# (18572) Rocher
(18572) Rocher (1997 WQ22) – planetoida z pasa głównego asteroid okrążająca Słońce w ciągu 3,4 lat w średniej odległości 2,26 j.a. Odkryta 28 listopada 1997 roku.